# 伊波城
伊波城（いはぐすく/いはじょう）、または伊覇城は、沖縄県うるま市石川にあったグスク（御城）跡である。沖縄県の史跡に指定されている。

## 概要
うるま市石川の市街を北東に見渡す標高87メートルの丘陵に位置する山城である。琉球石灰岩の上に築かれ、城壁は自然の地形を巧みに取り込みながら自然石を殆ど加工せずに積上げていく野面積み技法で作られており、北側には石灰岩の断崖を備えている。1989年（昭和64年/平成元年）の発掘調査では、城内の地表下50センチメートルから数回の立替をしたと思われる無数の柱穴跡が発見され、掘立柱建物の存在が確認されている。
また、地元産や外国産の土器、中国産の青磁や白磁、三彩陶器、褐釉陶器、染付、南島産の須恵器なども出土しており、当時の伊覇按司が広い交易範囲を有し、その勢力が大きなものであったことを示している。
調査では、他に13世紀後半から15世紀に当時の人々が食べ残した貝殻や魚・猪の骨なども出土しているが、貝塚時代の土器も多数出土しており、約2800年前の貝塚が伊覇城を含めた丘陵全体にあったことがうかがわれ、同地域が伊覇按司による築城よりはるか前の古代から人々の重要な居住地であったことを示す。

## 伊覇按司の歴史

### 今帰仁王子の出自
浦添を中心に中南部の大半と本部半島に勢力を築いた英祖王統の初代王・英祖の次男・湧川王子は今帰仁城を統治、中北山を興して北山世主（北山王）となり、その世子は代々その地位を継承した。
1322年、湧川王子の玄孫に当たる今帰仁城主の北山王・今帰仁仲宗根若按司は、同じく北山王であった祖父・今帰仁按司一世の弟（湧川按司二世）の子である羽地の有力按司・怕尼芝との戦いに敗れ、その道中で命を落とした。怕尼芝は後北山王を自称し、今帰仁城を中心に後北山・北山王国（怕尼芝王統）を興した。落命した仲宗根若按司の父は仲昔今帰仁按司丘春であり、怕尼芝と丘春は従兄弟に当たる。
敗れた仲宗根若按司の一族係累は各地に離散し、若按司の八男であった今帰仁王子は父の亡骸を葬った後、名護・読谷山経由で越来間切（後の美里間切）嘉手苅村へ流れ着いた。そこで力をつけた今帰仁王子は同地を治めていた美里大主に見出され、彼の娘・眞鶴金を妃に迎えて美里間切伊覇村（現在のうるま市石川伊波）にこの伊覇城（現在では伊波城と呼ばれている）を築き、伊覇按司（伊覇按司一世）と称するようになった。

### 伊覇按司として
伊覇按司は沖縄中部において大いに勢力を拡げ、伊覇按司一世の五男である安慶名大川按司一世など同族らの勢力と合わせて読谷山間切（現在の読谷村）や勝連間切と江州地区（江州村、宮里村、高江州村）を除く具志川地域を支配し、貿易などを背景に栄華を極めた。伊覇按司一世の子女・眞鍋金が後に琉球王国の初代国王となる尚巴志（当初は佐敷按司）の妃となったことで両家の関係は強固となり、一世の長男・伊覇按司二世やその孫である護佐丸などは尚巴志と共に各地を転戦し、遂にはかつて伊覇按司一世の父・今帰仁仲宗根若按司の仇である後北山の現王攀安知王を滅ぼし、三山（北山・中山・南山）の統一に貢献した。

### 後代
尚円王によって第一尚氏が滅ぼされた後、1511年に第二尚氏の第三代国王・尚真王の下で中央集権化が進められ、各地の豪族であった按司らが首里へ上京するよう命じられると、伊覇按司三世は同城を廃し、首里城下へ移住した。
一方で強大な勢力を誇っていた同族の安慶名大川按司三世はこの命令を拒否し、1526年に尚真王率いる連合軍との戦争に発展した末に、居城で天然の要塞とされた堅城・安慶名城に籠城したが、長期に及ぶ水攻め・兵糧攻めにより遂に落城し、滅ぼされた。

## 周辺

### 伊波城周辺の拝所
伊波城内の南側入り口内に伊波ノロ殿内 (伊波ヌンドゥンチ・神アシャギ) が、また西側には伊波ヌール墓がある。三ツ森城之嶽（ウフアガリヘの遙拝所）、中森城之嶽（火の神）、森城之嶽の三つの拝所がある。

### 伊波貝塚
伊波城址の西側の丘陵から傾斜地にかけて形成されている伊波貝塚は沖縄貝塚時代前期 (約3500年～3000年前頃) に属する貝塚で、各種貝類、魚骨、獣骨、石器、土器、骨製品、貝製品が出土している。1920年 (大正9年)、大山柏によって発見され発掘調査がなされた。

### 伊波城観光ホテル（米軍基地）
伊波城観光ホテルは、伊波城址に隣接する民間ホテルを1971年に米軍が借り上げ、1972年の沖縄返還協定で継続して米軍基地として使用されることになった米軍基地の一つ。周辺住民の反対により1979年に返還される。現在、敷地の一部はリゾートホテル「ココガーデンリゾートオキナワ」となっている。